# Scabiosa drakensbergensis
Scabiosa drakensbergensis är en tvåhjärtbladig växtart som beskrevs av Brian Laurence Burtt. Scabiosa drakensbergensis ingår i släktet fältväddar, och familjen Dipsacaceae. Inga underarter finns listade i Catalogue of Life.